# Vardanes

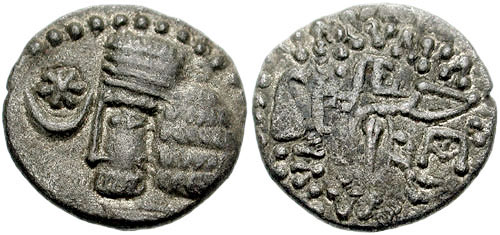
Münze des Vardanes

Vardanes war ein parthischer König, der von 38 bis ca. 45 n. Chr. regierte. Er war der Bruder von König Gotarzes II., mit dem er sich um die Herrschaft in Partherreich stritt. Er unterlag diesem zunächst, doch machte sich Gotarzes durch Grausamkeiten unbeliebt, so dass Vardanes wieder in den Thronkampf eingreifen konnte.
Vardanes scheint zunächst die Oberhand gewonnen zu haben und verjagte Gotarzes II. Vardanes belagerte auch weiterhin Seleukia am Tigris, das sich unter Artabanos II. unabhängig gemacht hatte. Seine Basis war dabei das vor den Toren der Stadt gelegene Ktesiphon, das nun zur Winterresidenz ausgebaut wurde. Im Jahr 40 einigten sich schließlich die beiden Brüder und teilten sich die Herrschaft im Reich auf, wobei Vardanes die Oberhand behielt. Im Jahr 42 gab Seleukia am Tigris freiwillig auf. Kurz darauf verfielen die beiden Brüder wieder in Streit, wobei Vardanes zunächst siegreich blieb, dann aber ermordet wurde.